# Куля з порожнистою основою

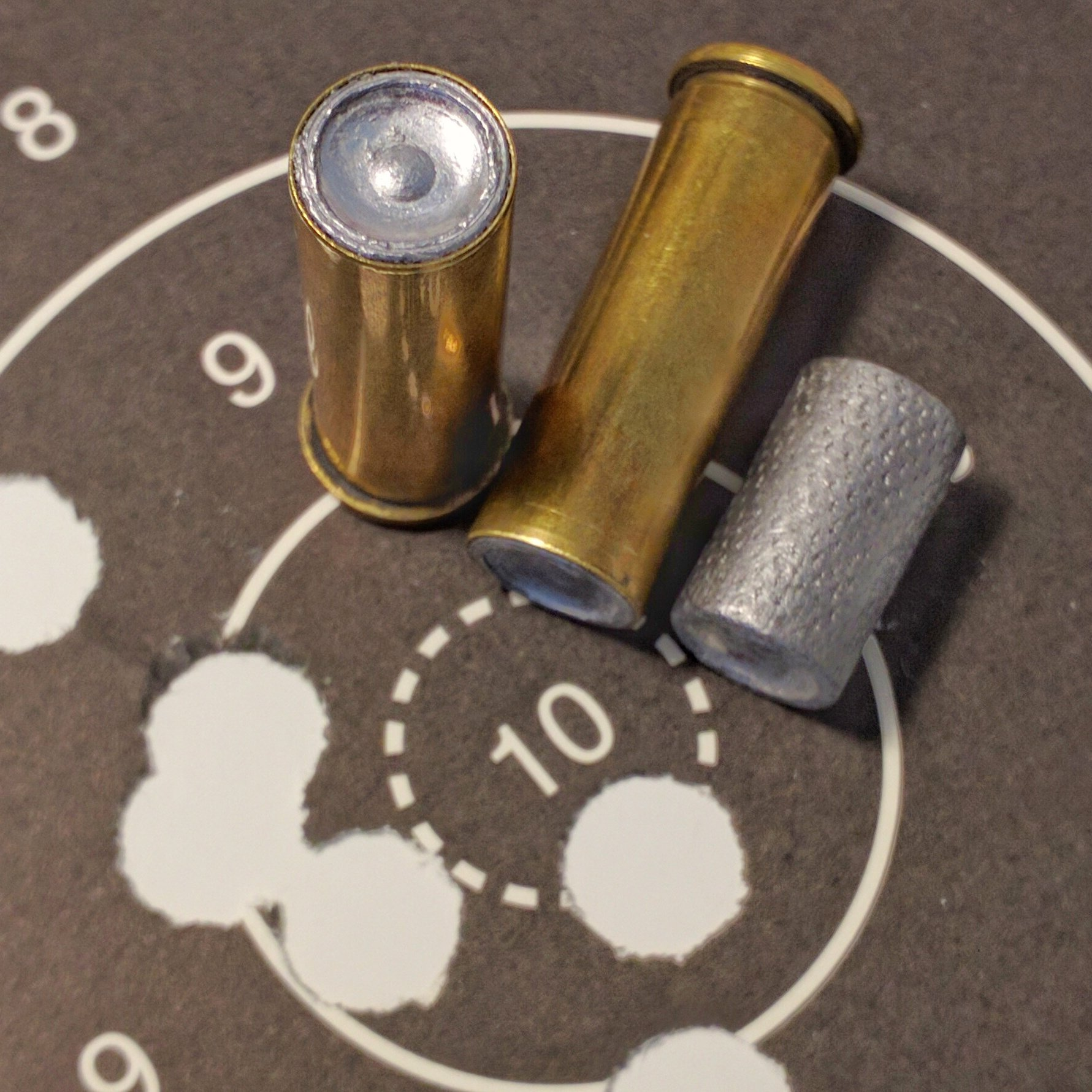
Кулі з пласкою головною частиною.38 special. Праворуч незаряджена пласка куля з порожнистою основою вагою 148 гран.

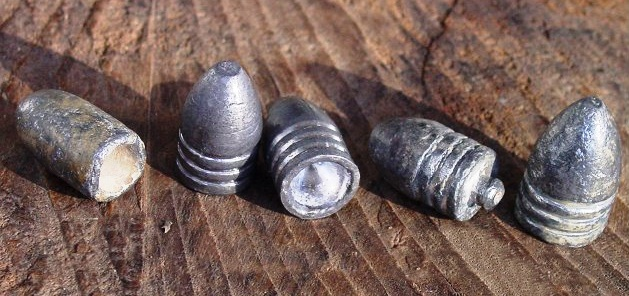
Зліва направо: Куля Міньє .557 Enfield, куля Міньє Burton Pattern, .58 Springfield (x 2), куля Williams Bullet без цинкової основи, куля Міньє .69 Caliber. Видно канавки Тамізьє.

Куля з порожнистою основою це куля яка розширюється і має порожнину, що допомагає кулі розширитися під час пострілу та закрити канавки стволу для кращої обтюрації. Також вона покращує аеродинамічну стабільність та точність оскільки вага кулі зміщена в передню частину.

## Історія
Двом людям приписують винахід кулі з порожнистою основою: капітану французької армії Клоду-Етьєну Мініє та Вільяму Грінеру. Причиною розробки кулі з порожнистою основою була спроба покращити корисність дульнозарядних гвинтівок під димний порох.